# Judith Cahen (politologue)
Pour les articles homonymes, voir Judith Cahen et Cahen.
Judith Cahen (née le 30 septembre 1965) est une politologue française, chercheuse sur le Moyen-Orient. Spécialiste de la Syrie, elle travaille essentiellement sur les rapports entre la France et la Syrie entre 2000 et 2007.

## Biographie
Judith Cahen est diplômée en arabe de l'Institut national des langues et civilisations orientales (Inalco) de Paris et de l'Institut pontifical d'études arabes et d'islamologie (Pisai) de Rome où elle a soutenu un master 1 sur La répudiation au Koweït : analyse comparée avec le droit libyen et tunisien.
Elle intègre l'Institut français d’études arabes de Damas (Ifead) entre 1991 et 1992, avant de rejoindre l'Institut d'études politiques de Paris dans la section AMAC (Analyse de monde arabe contemporain), dirigée alors par Rémy Leveau et Gilles Kepel. Son DEA (master 2) portait sur L’utilisation politique du religieux sous Hafez Al-Assad, 1970-1990.
Rédactrice à Maghreb-Machrek Monde arabe elle a également contribué au lancement de Questions internationales, puis a successivement été chargée de recherche à l'Institut français de relations internationales ainsi que chargée de mission monde arabe à l'Institut de recherche pour le développement (IRD).
Elle est aujourd'hui directrice de cabinet à l'Inalco.

## Publications
- « Le chemin de la paix israélo-arabe passe-t-il encore par Damas ? », Palestine/Israël 60 ans de conflit, p. 169-179, sous la dir. de S. Khoury, Presses universitaires de Bordeaux, 2010.
- « La politique syrienne de la France, de Jacques Chirac à Nicolas Sarkozy », Politique étrangère, p. 177-188, Printemps 2009/1, Ifri.
- La démocratie est-elle soluble dans l'islam ?, coordination J. Cahen, sous la dir. de A. Hammoudi, D. Bauchard et R. Leveau, CNRS Éditions, Paris, 2007.
- Dossiers chauds pour Al-Assad, Libération, 31 mai 2007 (lire en ligne).
- La révolution du Cèdre a-t-elle eu lieu ?, Ramses 2007.
- À la recherche des alliances perdues, Ramses 2007.
- Syrie : l'année de tous les dangers, Actualité Maghreb / Moyen-Orient no 4, 13 janvier 2006 (lire en ligne).
- Les déboires du "printemps de Damas", Le Monde diplomatique, novembre 2002.